# Eucalyptus semota
Eucalyptus semota là một loài thực vật có hoa trong Họ Đào kim nương. Loài này được Macph. & Grayling mô tả khoa học đầu tiên năm 1996.